# Contopus lugubris
El pibí oscuro o pibí sombrío (Contopus lugubris), es una especie de ave paseriforme de la familia Tyrannidae perteneciente al numeroso género Contopus. Es nativo del sureste de América Central.

## Distribución y hábitat
Se distribuye por los bosques montanos de Costa Rica, desde la cordillera de Tilarán hacia el sur (en la cordillera Volcánica Central se localiza principalmente en el lado del Caribe y en la cordillera de Talamanca en ambas vertientes); y extremo oeste de Panamá (Chiriquí).
El hábitat de esta especie se compone de los bosques montanos húmedos, generalmente en las márgenes o las aberturas o en las áreas parcialmente despejadas o claros con árboles dispersos; principalmente entre los 1200 y los 2150 m de altitud. Se encarama alto en locales expuestos en el borde de los bosques, en jardines o cerca de cursos de agua.

## Sistemática

### Descripción original
La especie C. lugubris fue descrita por primera vez por el ornitólogo estadounidense George Newbold Lawrence en 1865 bajo el mismo nombre científico. La Localidad tipo es «Barranca, Costa Rica».

### Etimología
El nombre genérico masculino «Contopus» se compone de las palabras del griego «kontos» que significa ‘percha’, y «podos» que significa ‘pies’; y el nombre de la especie «lugubris», en latín moderno significa ‘lúgubre’, ‘sombrío’.

### Taxonomía
Es cercanamente emparentada con Contopus pertinax y Contopus fumigatus, y ya fue considerada una subespecie de esta última. Es monotípica.